# Том Ирвин
Том Ирвин (енгл. Tom Irwin; рођен 1. јуна 1956. у Пиорији, Илиној), амерички је филмски, позоришни и ТВ глумац.
Ирвин је најпознатији по улогама Адријана Пауела у Lifetime хумористичко-драмској серији Опаке служавке и по улози Грејема Чејса у драми из средине 1990-их Мој такозвани живот.